# Whangarei District
Der Whangarei District ist eine zur Region Northland zählende Verwaltungseinheit in Neuseeland. Der Rat des Distrikts, Whangarei District Council (Distriktrat) genannt, hat seinen Sitz in der Stadt Whangārei, ebenso wie die Verwaltung des Distrikts.

## Namensherkunft
Der Name Whangārei wird unterschiedlich interpretiert. Whangārei-te-rerenga-parāoa bedeutet übersetzt, der Platz an dem sich die Wale versammeln. Parāoa ist der Begriff für Pottwal und Wale hatten in der Kultur der Māori eine besondere Bedeutung. Parāoa repräsentierte auch den Chief, sodass whangārei-te-rerenga-parāoa auch als der Ort, an dem sich die Chiefs versammelten, gedeutet werden kann.

## Geographie

### Geographische Lage
Der Whangarei District befindet sich südöstlich des Far North District im nördlichen Teil der Nordinsel. Er stellt mit 2712 km² reine Landfläche den kleinsten District in der Region Northland dar, wohl aber den bevölkerungsreichsten. Mit 76.995 im Jahr 2013 gezählten Einwohnern kommt der District auf eine Bevölkerungsdichte von 28,4 Einwohner pro km².
Der District wird im Westen sowie im Süden vom Kaipara District, im Norden vom Far North District und im Osten vom Pazifischen Ozean begrenzt. Die östliche Küstenlandschaft ist zerklüftet und besitzt neben zahlreichen Buchten einige Naturhäfen, den denen der Whangārei Harbour zu den größten zählt.
Die mit Abstand größte Stadt des Distrikts, der aus zwei Wards besteht, ist mit rund 45.100 Einwohnern Whangārei (Stand 2013). Damit leben 58,6 % der Bevölkerung des Distriktes in der Stadt.

### Klima
Das Klima im Distrikt wird von der Tasmansee und dem Pazifischen Ozean bestimmt und wird als subtropisch bezeichnet. Die durchschnittlichen Temperaturen im Monatsmittel liegen im Sommer zwischen 15 °C und 20 °C und im Winter zwischen 11 °C und 12 °C. Frost kommt zwischen ein- und viermal pro Monat vor. Die Niederschläge über das Jahr bezogen liegen bei 1490 mm, wobei die relative Luftfeuchtigkeit zwischen 78 und 88 % im Mittel über das Jahr schwankt.

## Geschichte

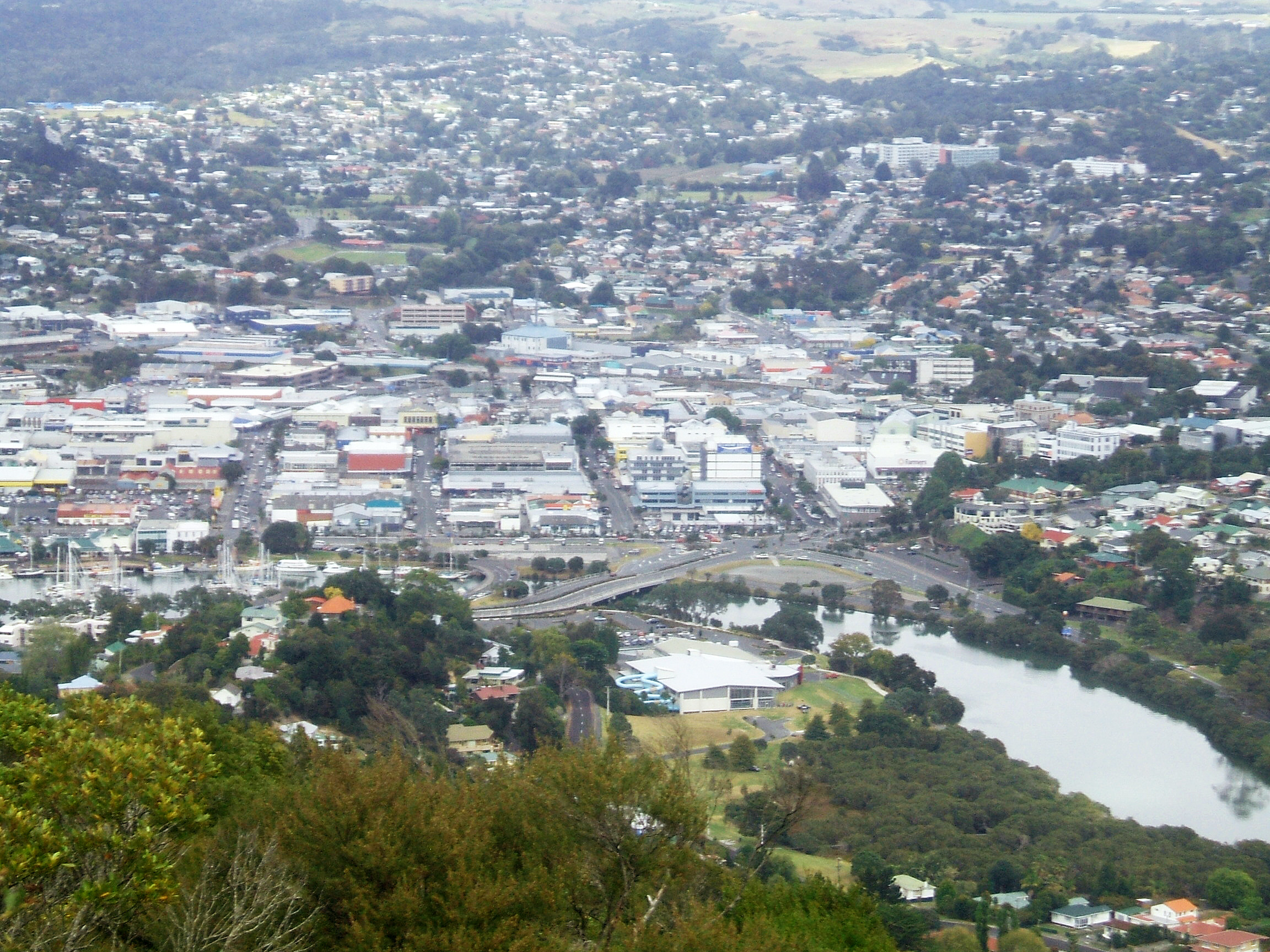
Stadtzentrum von Whangarei

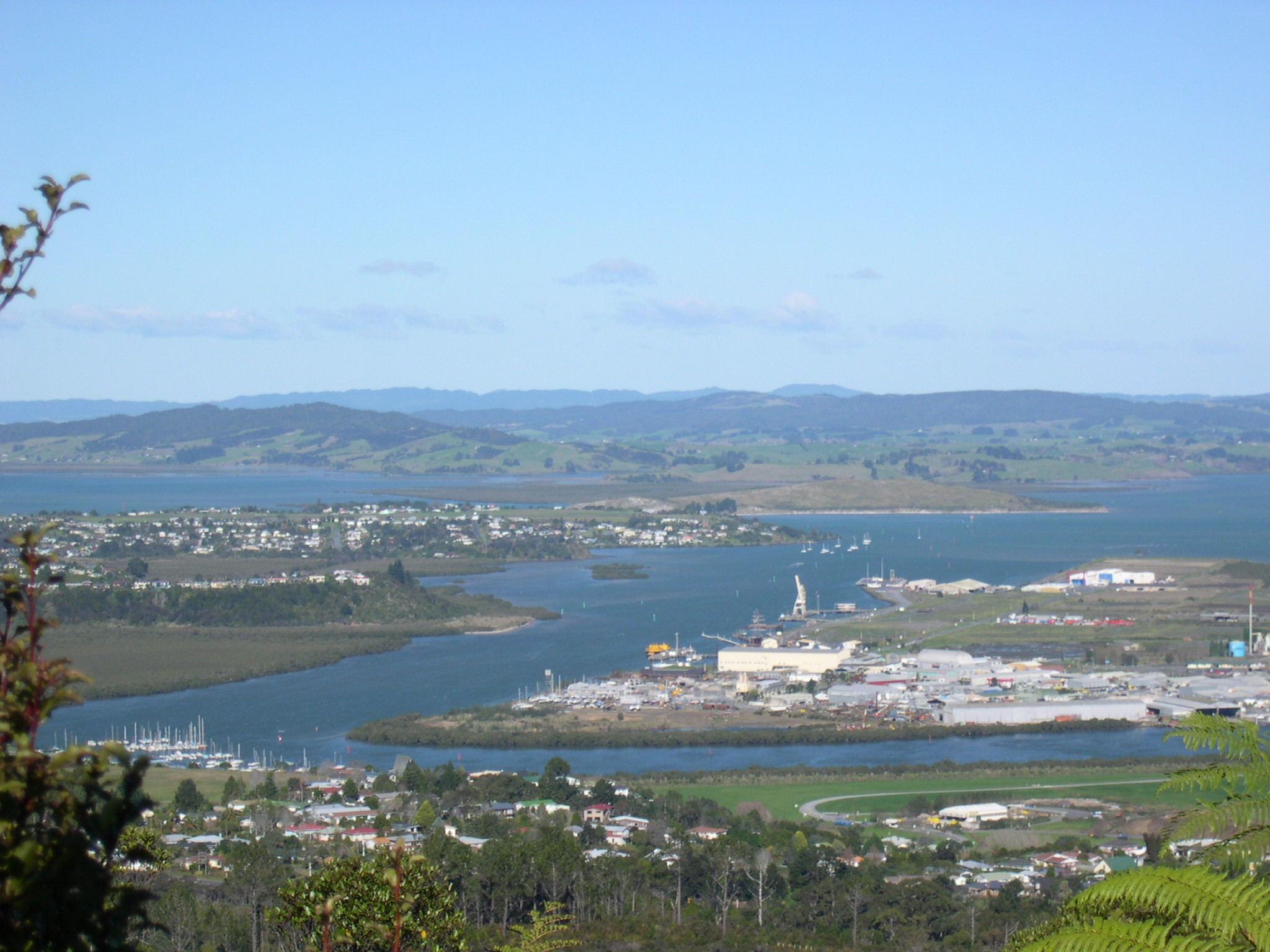
Whangarei vom Mount Parahaki aus gesehen

Der Whangarei District gehört mit zu den Distrikten in Neuseeland, in deren Gebieten die polynesischen Vorfahren der Māori zuerst siedelten, als sie nach Neuseeland kamen. Der Legende nach soll der polynesische Seefahrer Kupe um 950 n. Chr. auf seiner Heimreise nach Hawaiki den Whangārei Harbour mit seinem Hinterland gesichtet haben. Mündlichen Überlieferungen zufolge sollen 50 Jahre später Polynesier als Vorfahren der Ngāpuhi am Hokianga Harbour erstmals gesiedelt haben und in Folge auch in anderen Bereichen von Northland, so auch im Whangarei District. Ab 1700 war das Gebiet um den Whangārei Harbour mit vielen Hapū des Iwi Ngāpuhi dicht besiedelt.
Mit der Ankunft der Europäer durchmischte sich die Bevölkerung, sodass ab dem späten 19. Jahrhundert von einer multikulturellen Gesellschaft in Whangarei gesprochen werden kann.

## Bevölkerung

### Bevölkerungsentwicklung
Von den 90.960 Einwohnern des Distrikts waren 2018 27.336 Einwohner Māori-stämmig (30 %). Das durchschnittliche Einkommen in der Bevölkerung lag 2013 bei 27.500 NZ$ gegenüber 28.500 NZ$ im Landesdurchschnitt.

### Herkunft und Sprachen
Die Frage nach der Zugehörigkeit einer ethnischen Gruppe beantworteten in der Volkszählung 2013 80,0 % mit Europäer zu sein, 26,2 % gaben an Māori-Wurzeln zu haben, 2,9 % kamen von den Inseln des pazifischen Raums und 3,5 % stammten aus Asien (Mehrfachnennungen waren möglich). Ein Anteil von 16,5 % der Bevölkerung gab an, in Übersee geboren zu sein, und 6,1 % der Bevölkerung sprachen Māori, unter den Māori 21,3 %.

## Politik

### Verwaltung
Der Whangarei District ist selbst noch einmal in sechs Wards eingeteilt, dem Mangakahia-maungatapere Ward, dem Hikurangi-Costal Ward, dem Denby Ward, dem Okara Ward, dem Whangarei Heads Ward und dem Bream Bay Ward und wird politisch von dem Whangarei District Council, dem ein Mayor (Bürgermeister) und 13 Councillors (Ratsmitgliedern) vorstehen, geleitet. Die 13 Councillors vertreten in aufgeteilter Verantwortung die sechs Wards. Der Bürgermeister und die Ratsmitglieder werden alle drei Jahre neu gewählt.

### Städtepartnerschaften
Der Whangarei District unterhält zwei Städtepartnerschaften mit:
- Redmond, Oregon, USA
- Haikou, China, (Friendly City) seit Juni 2014

## Wirtschaft
Der Distrikt zählte im Jahr 2015 9294 Unternehmen mit insgesamt 36.211 Beschäftigten. Der mit Abstand größte Wirtschaftszweig des Distriktes stellt mit 26,4 % das produzierende Gewerbe dar, gefolgt von 8,0 % des Gesundheitssystems und 6,5 % der Land- und Forstwirtschaft zusammen mit der Fischerei.

## Infrastruktur

### Verkehr
Verkehrstechnisch angebunden ist der Distrikt durch den von Nord nach Süd verlaufenden New Zealand State Highway 1, der den Distrikt im östlichen Teil durchquert und durch Whangārei verläuft. Der State Highway 14 zweigt in Whangārei vom State Highway 1 nach Westen ab und bindet Dargaville im angrenzenden Kaipara District an.